# Josi Kohen
Josef „Josi“ Me'ir Kohen (hebrejsky יוסף יוסי מאיר כהן‎, anglicky Yosef „Yossi“ Meir Cohen; 10. září 1961 Jeruzalém, Izrael) je bývalý ředitel Mosadu, izraelské zpravodajské služby.

## Raný život
Kohen se narodil v Jeruzalémě a vyrůstal ve čtvrti Katamon. Jeho otec Arje byl sabra osmé generace a pocházel z jedné ze zakladatelských rodin čtvrti Me'a Še'arim. Jeho otec byl vysoce postaveným činitelem v bance Mizrachi-Tfachot a byl také veteránem Irgunu. Jeho matka Mina byla učitelkou a ředitelkou školy. Byla sabra sedmé generace a narodila se v židovské rodině s kořeny v Hebronu, který je dnes součástí Západního břehu Jordánu.
Kohen vyrůstal v nábožensky založené rodině a byl členem sionistické organizace Bnej Akiva. Navštěvoval střední náboženskou školu Ješivat Or Ecjon.

## Kariéra

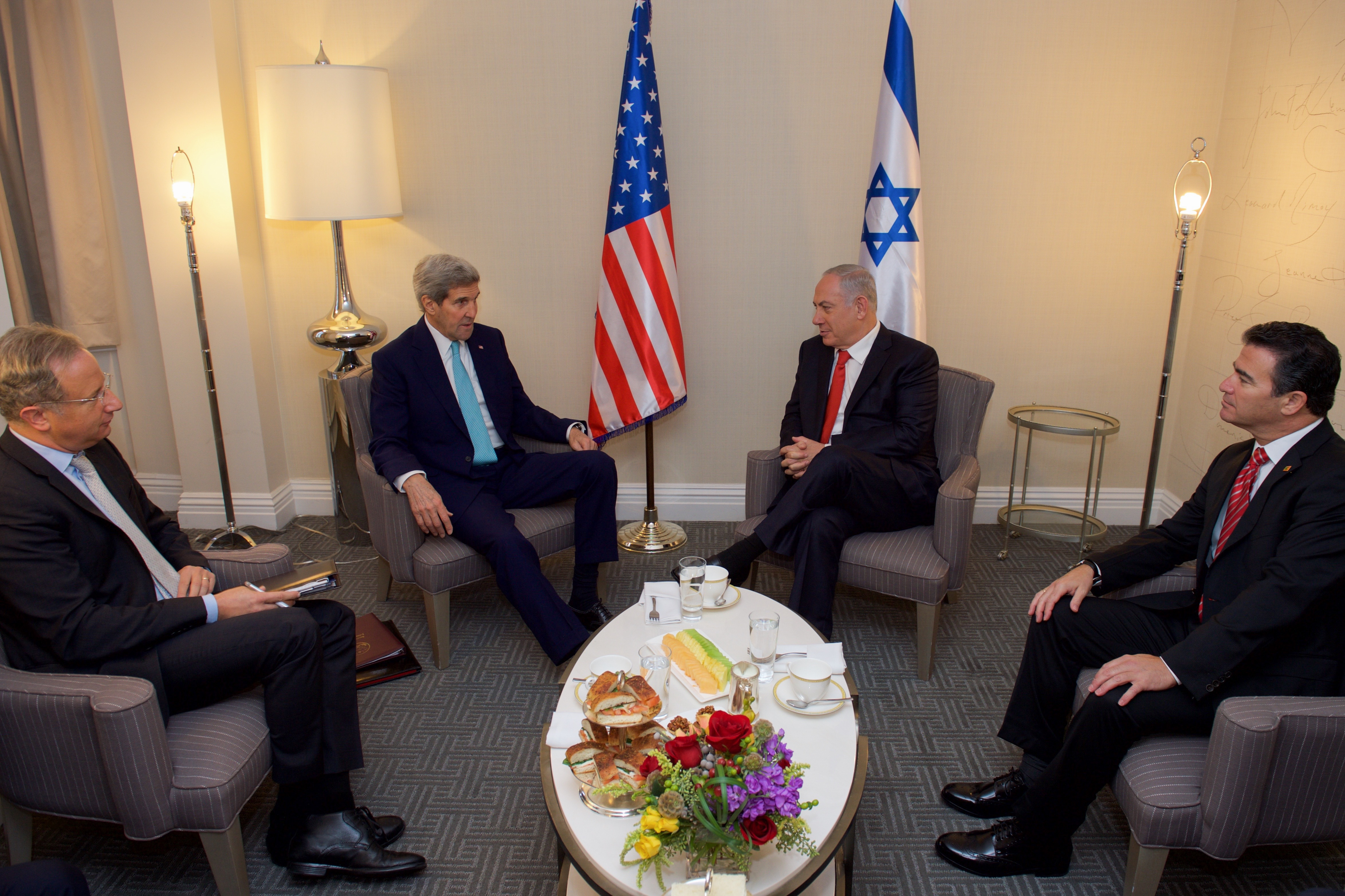
Ministr zahraničních věcí USA John Kerry, izraelský předseda vlády Benjamin Netanjahu, Frank Lowenstein a Josi Kohen ve Washingtonu, D.C., 11. listopad 2015.

Kohen byl v roce 1979 povolán do Izraelských obranných sil. Dobrovolně se přihlásil jako výsadkář do 35. brigády. Sloužil jako voják a velitel družstva. Po propuštění studoval na univerzitě v Londýně a v roce 1982 vstoupil do Mosadu. O Kohenovi se říká, že „dokáže vzbudit důvěru svých svěřenců.“ Během výcviku byl v té době jediným nábožensky věřícím kandidátem v kurzu pro důstojníky Mosadu. Během své kariéry vedl agenty v řadě zemí a vypracoval se na vedoucího sběrného oddělení Mosadu. V letech 2011 až 2013 byl zástupcem ředitele Mosadu, v jehož čele stál Tamir Pardo. Veřejně byl na tomto postu znám jako „J“ (hebrejsky י‎). Za svou práci pro Mosad získal Israel Defense Prize.
V srpnu 2013 byl jmenován poradcem předsedy vlády pro národní bezpečnost. V prosinci 2015 byl Kohen jmenován nástupcem Tamira Parda ve funkci ředitele Mosadu, přičemž funkce se ujal v lednu 2016. Kohen je jedním z nejbližších Netanjahuových spolupracovníků.
V lednu 2018 Kohen dohlížel na operaci Mosadu, jejímž cílem bylo ukrást tajný íránský jaderný archív v Teheránu a propašovat ho ze země. Mezi atentáty připisované Mosadu během Kohenova působení patřily atentáty na experta Hamásu na drony Mohameda Zúárího v Tunisku, experta Hamásu na rakety Fádího Mohammada al-Batše v Malajsii a šéfa íránského jaderného programu Mohsena Fachrízádeha.
Kohen byl také hlavním izraelským úředníkem odpovědným za řízení převážně tajných vztahů Izraele s různými arabskými státy. Často se setkával se zástupci Egypta, Jordánska, Spojených arabských emirátů, Saúdské Arábie a Kataru a v roce 2018 pomáhal vyjednat Netanjahuovu návštěvu Ománu. Údajně se setkal se šéfem súdánské rozvědky, ačkoli to súdánská zpravodajská služba popřela. Byl hlavním izraelským vyjednavačem při sjednávání mírové dohody mezi Izraelem a Spojenými arabskými emiráty.
Reportér zpravodajské služby Ronen Bergman napsal, že Kohen má pověst tvrdého šéfa, mluví plynně anglicky, francouzsky a arabsky a je také maratonským běžcem. Kohenovi se pro jeho stylový vzhled přezdívá „Model“.
Izraelský premiér Benjamin Netanjahu údajně považoval Kohena za nejlepší osobu, která by ho mohla po jeho odchodu z funkce předsedy vlády nahradit. V září 2019 zařadil The Jerusalem PostKohena na seznam nejvlivnějších Židů roku.
V červnu 2021 Kohen odešel z Mosadu.

## Politické názory
Na konferenci v izraelské Herzliji v roce 2019 Kohen oznámil, že Izrael má jedinečnou příležitost dosáhnout komplexní mírové dohody s Palestinci. Uvedl, že takový je i názor Mosadu, kterým úkolem je analyzovat diplomatické příležitosti. Vzhledem k dobrým vztahům se Spojenými státy, ruskou vládou a obnovením částečných diplomatických styků s arabskými státy Perského zálivu, které se soustředí na odpor vůči Íránu, se podle Kohena naskýtá jedinečná příležitost k míru na Blízkém východě za podmínek velmi výhodných pro Izrael, které musí izraelská vláda nyní využít.
The Jerusalem Post v září 2019 napsal, že Kohen „nevěří, že se v mírovém procesu něco pohne, dokud prezident Palestinské samosprávy Mahmúd Abbás neodejde z úřadu“.

## Rodina
Kohen a jeho žena Aja mají čtyři děti. Jeden z jeho synů, Jonatan, je bývalým důstojníkem jednotky 8200 a trpí dětskou mozkovou obrnou. Má také jednu vnučku. Kohen žije ve městě Modi'in-Makabim-Re'ut a je konzervativní židem.